# 卢奇能
卢奇能（1972年—），广西扶绥人，壮族，中华人民共和国政治人物、第十二届全国人民代表大会广西地区代表。
毕业于广西百色地区民族卫生学校护理专业。加入中国共产党。2013年，担任全国人大代表。